# Стівен Фул
Стівен Фул (англ. Stephen Full, нар. 13 листопада 1969) — американський актор і комік, відомий своєю озвучкою Стена в шоу «Собака крапка ком» на каналі Disney і роллю Еша в серіалі «Я — рокер», який транслювався на дочірній мережі Disney Channel, Disney XD.

## Ранні роки
Фул народився в Чикаго, штат Іллінойс, 13 листопада 1969 року. Він відвідував середню школу Сент-Чарльз і був визнаний талановитим актором з юних років. Стівен зі шкільних років мав комедійну репутацію.

## Кар'єра
Знявся в гостьовій ролі у двох епізодах серіалу NBC «Лас-Вегас» і «Ханна Монтана» каналу Disney.
Він та інші члени акторського складу «Я — рокер» з'явилися в епізоді «The Suite Life on Deck».
Він також озвучив Стена, собаки, із великим серцем, що розмовляє у телевізійному шоу Disney «Собака крапка ком».
Він з'явився в «Overkill» у 2 сезоні серіалу ABC Castle і в «Murder Sings the Blues» у 3 сезоні «CSI: NY».
Стівен знявся в серіалі «Найкращі друзі» в ролі кур'єра Рея.
Він був гостем в шоу «iCarly» на Chili My Bowl.
Знявся в 16 епізоді 14 сезону NCIS «Одного разу Тім» у ролі містера Льюїса, вчителя Тіма Макгі.

## Особисте життя
Фулл був одружений з  актрисою Енні Вершинг з 2009 року до її смерті в 2023 році. У них народилося троє синів .

## Фільмографія

### Фільми
| рік      | Назва              | Роль                  | Примітки       |
| -------- | ------------------ | --------------------- | -------------- |
| 2003 рік | Фальшивий пророк   | Торговець наркотиками | Короткий фільм |
| 2004 рік | Мортон             | Детектив              | Короткий фільм |
| 2005 рік | Вбити велетня      | Вілсон Біллінгтон     | Короткий фільм |
| 2006 рік | 2 собаки всередині | Джейк                 | Короткий фільм |
| 2006 рік | Стійкість          | Брат Калеки           |                |

### Серіали
| Рік            | Назва             | Роль                             | Примітка                             |
| -------------- | ----------------- | -------------------------------- | ------------------------------------ |
| 2008 рік       | iCarly            | Ленні                            | Епізод: "Я вдячний тобі"             |
| 2009–2011 роки | Я — рокер         | Зола                             | Головний акторський склад - 36 серій |
| 2012–2015 роки | Собака крапка ком | Stan the Dog (озвучка)           | Головний акторський склад - 69 серій |
| 2014 рік       | Зростання Фішера  | Дін                              | Епізод: "Madi About You"             |
| 2016 рік       | Різзолі та Айлз   | Офіцер контролю за паркуванням   | Епізод: "Post Mortem"                |
| 2019 рік       | NCIS              | Містер Льюїс, учитель Тіма Макгі | Епізод: «Одного разу Тім»            |